# 胜利镇 (成都市)
胜利镇，是中华人民共和国四川省成都市双流区曾经下辖的一个镇。2019年12月，撤销胜利镇，将其所属行政区域划归黄水镇管辖。

## 行政区划
胜利镇撤销前下辖以下地区：
曾家店社区、应天寺社区、白塔社区、云华社区、桂花村和花龙村。